# Eden Mill (Whiskybrennerei)
Eden Mill ist eine Whisky-Destillerie in Guardbridge, Fife (Schottland). Eigentümer ist die schottische Eden Mill St. Andrews Brewers Ltd. Bei Eden Mill handelt es sich um eine Craft Brennerei. Sie ist eine Erweiterung der 2012 gegründeten Craft Beer Brauerei Eden Brewery.

## Geschichte
Im Jahr 1810 gründete William Haig am jetzigen Standort die Seggie Brennerei. Trotz überregionaler Bedeutung wurde sie bereits 1860 wieder geschlossen und in eine Papiermühle umgewandelt. Von den ursprünglichen Gebäuden existieren nur noch wenige Reste. Die Guardbridge Paper Mill blieb weiterhin im Besitz der Familie Haig, sie verkaufte aber die Fabrik im Jahr 1976. Der neue Eigentümer Curtis Fine Papers ging 2006 in Insolvenz, aus deren Insolvenzmasse die Universität von St. Andrews 2008 das Grundstück und die Gebäude kaufte. Brauerei und Brennerei befinden sich auf dem hinteren Teil des Grundstückes, am Fluss gelegen. Die Hauptgebäude der Papiermühle auf der Straßenseite werden seit 2018 durch die Universität umgebaut und teilweise saniert.
2012 gründete Paul Miller die Eden Brewery St. Andrews um Craft Biere herzustellen. 2014 wurde die Produktionspalette um Gin und Whisky erweitert und die Firma in Eden Mill umbenannt. Der Name leitet sich vom angrenzenden Fluss Eden ab, an dem das Industriegelände liegt.

## Produktion
Das verwendete Wasser stammt aus mehreren naheliegenden Quellen. Die Brennerei verfügt über zwei Gärbottiche (wash backs) (5800 l und 17.400 l) sowie zwei Wash- (1000 l) und eine Spiritstill (1000 l) aus Portugal. Es handelt sich um Destillierhelme aus Kupfer. Die Fermentationszeit beträgt drei bis vier Tage. Die Abtrennung des verwendeten Alkohols vom Vor- und Nachlauf erfolgt von Hand. Wie bei Craft-Bieren auch wird auf Vielfältigkeit Wert gelegt. Dazu wird mit verschiedenen Holz- und Malztypen experimentiert. Zu 95 % werden First Fill- und Virgin Oak-Fässer eingesetzt. Hierunter befinden sich vor allem auch kleinvolumige Fässer, was eine schnellere Reifung ermöglicht. Hierbei setzt der Brennmeister vor allem auf Hogsheads (ca. 240 Liter) und Octaves (ca. 50 Liter). Die Brennerei setzt drei verschiedene Malztypen ein: Pale-Ale-Malz, Karamellmalz sowie Röstmalz.

## Produkte
| Name                      | Typ         | Alter   | Vol.-% | seit | bis | Finish | Bemerkung                              |
| ------------------------- | ----------- | ------- | ------ | ---- | --- | ------ | -------------------------------------- |
| Eden Mill SM 2018 Release | Single Malt | 3 Jahre | 46,5 % |      |     |        | Blend aus Bourbon- und Sherry-Fässern, |

Beispiel zweier unterschiedlicher Small Batch Blends. Es unterscheiden sich Finish und der Alkoholgehalt.

Neben einer Sonderedition First Bottling ist die Hip Flask Series erhältlich. Die Hip Flask Series experimentiert mit verschiedenen Finishes.
Die erste abgefüllte Flasche der First Bottling-Edition wurde am 7. Mai 2018 versteigert und brach mit einem Erlös von 9500 Dollar den Weltrekord als teuerstes First Release. Die Brennerei bietet zusätzlich einen Blended Scotch an, der in nur geringer Auflage produziert wird. Auch bei der Herstellung des Blends wird viel experimentiert, so dass die einzelnen Batches sich deutlich voneinander unterscheiden.
Hierbei werden zugekaufte Whiskies vermengt und dann in verschiedenen Fasstypen nachgelagert. Eden Mill gibt an, dass es sich eigentlich um eine interne Übung zum Thema Blending handelte, um Fachwissen zu demonstrieren und zu vertiefen.
Eden Mill produziert außerdem Craft Biere und Gin.

## Besichtigungen

Einfahrt zum provisorischen Besucherzentrum

Grundsätzlich werden Besichtigungstouren angeboten. Allerdings ruht die Produktion wegen eines Umzuges in größere Räumlichkeiten. Aus diesen Gründen ist ein Besuch zurzeit nicht möglich. Während der Umbaumaßnahmen wurde ein kleines, provisorisches Besucherzentrum auf der gegenüberliegenden Straßenseite errichtet.